# マイケル・バダルコ
マイケル・バダルコ（Michael Badalucco, 1954年12月20日 - ）は、アメリカ合衆国の俳優。

## 来歴
ニューヨーク生まれ。ニューヨーク州立大学へ進学して演技を勉強する。同期にはジョン・タトゥーロがいる。卒業後は、映画セットの大工だった父親の組合に加わって小道具係として働き始める。後にタトゥーロと一緒にオフ・ブロードウェイで劇作家サム・シェパードの舞台に立っていたところがロバート・デ・ニーロの目に留まり、彼の主演作『レイジング・ブル』の脇役で映画デビュー。
だがその後なかなか役には恵まれず、10年ほど俳優をしながら裏方の仕事も続けていたという。オファーの数も少なかった初期の頃に、友人のタトゥーロが自身の出演作品や監督した作品にバダルゴを起用することもあった。しかししばらくした1996年、ジョージ・クルーニーとミシェル・ファイファー主演の『素晴らしき日』に出演した際にバダルコの演技をファイファーが気に入り、彼女の夫でありプロデューサーのデビッド・E・ケリーにバダルコを推薦。それがきっかけでバダルコはドラマシリーズの『ザ・プラクティス ボストン弁護士ファイル』出演のチャンスを得る。そのドラマでバダルコは地味な弁護士のジミー・ブルッティをユーモラスに演じて、1999年彼は見事エミー賞を受賞した。
その後は俳優として順調にキャリアを積んでいる。スパイク・リーやコーエン兄弟監督作品には多く出演しているほか、リュック・ベッソン監督『レオン』ではナタリー・ポートマン演じる少女マチルダの父親を演じた。

## 出演作品

### 映画
| 公開年 | 邦題 原題                                            | 役名                               | 備考 |
| ------ | ---------------------------------------------------- | ---------------------------------- | ---- |
| 1980   | レイジング・ブル Raging Bull                         | ソーダ・ファウンテンの店員         |      |
| 1984   | ブロードウェイのダニー・ローズ Broadway Danny Rose   | Money Ripper                       |      |
| 1985   | マドンナのスーザンを探して Desperately Seeking Susan | ブルックリンから来た男             |      |
| 1990   | ミラーズ・クロッシング Miller's Crossing             | 運転手                             |      |
| 1990   | コールド・ブラッド/殺しの紋章 Men of Respect         | サル                               |      |
| 1991   | ハード・ウェイ Hard Way                              | ピザ・マン                         |      |
| 1991   | スイッチ Switch                                      | ハード・ハット                     |      |
| 1991   | ジャングル・フィーバー Jungle Fever                  | フランキー                         |      |
| 1992   | ジュース Juice                                       | ケリー                             |      |
| 1992   | マック/約束の大地 Mac                                | ヴィコ                             |      |
| 1993   | めぐり逢えたら Sleepless in Seattle                  | ニューヨークのタクシー配車係       |      |
| 1994   | レオン Léon                                          | マチルダの父                       |      |
| 1994   | ミックス・ナッツ/イブに逢えたら Mixed Nuts           | ドライバー                         |      |
| 1995   | ブルー・イン・ザ・フェイス Blue in the Face          | 統計学者                           |      |
| 1995   | クロッカーズ Clockers                                | 警官                               |      |
| 1996   | サンドラ・ブロックの恋する泥棒 Two If by Sea         | クイン                             |      |
| 1996   | バスキア Basquiat                                    | デリの店員                         |      |
| 1996   | 素晴らしき日 One Fine Day                            | ボノモ                             |      |
| 1997   | ラブ・ウォーク・イン Love Walked In                  | エディ・ビアンコ                   |      |
| 1998   | ユー・ガット・メール You've Got Mail                 | チャーリー                         |      |
| 1999   | サマー・オブ・サム Summer of Sam                     | サムの息子                         |      |
| 2000   | オー・ブラザー! O Brother, Where Art Thou?           | ジョージ・ベビーフェイス・ネルソン |      |
| 2001   | バーバー The Man Who Wasn't There                    | フランク                           |      |
| 2005   | 奥さまは魔女 Bewitched                               | ジョーイ・プロップス               |      |
| 2009   | NOWHERE ノーウェアー Nowhere to Hide                 | パウロ・ファリーナ                 |      |
| 2010   | イン・マイ・スリープ In My Sleep                     | デレク                             |      |
| 2011   | ヒラリー・スワンク ストーカー The Resident           | 引っ越し屋                         |      |
| 2013   | ジゴロ・イン・ニューヨーク Fading Gigolo             | 運転手                             |      |
| 2016   | ハリウッド・スキャンダル Rules Don't Apply           | 理髪師                             |      |
| 2019   | Going Places                                         | Rent-a-Cop                         |      |

### テレビシリーズ
| 放映年    | 邦題 原題                                                     | 役名                         | 備考          |
| --------- | ------------------------------------------------------------- | ---------------------------- | ------------- |
| 1993      | LAW & ORDER Law & Order                                       | デヴィッド                   | 1エピソード   |
| 1997-2004 | ザ・プラクティス ボストン弁護士ファイル The Practice          | ジミー・バルッティ           | 166エピソード |
| 1999      | アリー my Love Ally My Love                                   | ジミー                       | 1エピソード   |
| 2001      | ボストン・パブリック Boston Public                            | ジミー・バルッティ           | 1エピソード   |
| 2008      | BONES Bones                                                   | スコット                     | 1エピソード   |
| 2008      | LAW & ORDER:性犯罪特捜班 Law & Order: Special Victims Unit    | トム                         | 1エピソード   |
| 2008      | 名探偵モンク Monk                                             | オーウェン                   | 1エピソード   |
| 2010      | コールドケース 迷宮事件簿 Cold Case                           | ドン・バードウェル（2010年） | 1エピソード   |
| 2010      | ザ・プロテクター/狙われる証人たち In Plain Sight              | ベニー                       | 1エピソード   |
| 2010      | プライベート・プラクティス 迷えるオトナたち Private Practice  | ニック                       | 1エピソード   |
| 2010      | ボードウォーク・エンパイア 欲望の街 Boardwalk Empire          | ハリー・プリンス             | 2エピソード   |
| 2010      | ザ・ヤング・アンド・ザ・レストレス The Young and the Restless | マーク・ホーガン             | 8エピソード   |
| 2011      | The Confession - コンフェッション - The Confession            | アーティ                     | 2エピソード   |
| 2014      | リリハマー Lilyhammer                                         | ジョゼフ・サルモーネ         | 2エピソード   |
| 2016      | ブルーブラッド 〜NYPD家族の絆〜 Blue Bloods                   | ロニー・ルッソ               | 1エピソード   |